# Makoto Sunakawa
Makoto Sunakawa (砂川 誠, Sunakawa Makoto) est un footballeur japonais né le 10 août 1977. Il évolue au poste de milieu de terrain au FC Gifu.

## Biographie
Makoto Sunakawa commence sa carrière professionnelle au Kashiwa Reysol. En 2003, il est transféré au Consadole Sapporo, club où il reste plus de 10 saisons.

## Palmarès
- Vainqueur de la Coupe de la Ligue japonaise en 1999 avec le Kashiwa Reysol
- Champion de J-League 2 en 2007 avec le Consadole Sapporo